# Michał Siess
Michał Siess (10 de mayo de 1994) es un deportista polaco que compitió en esgrima, especialista en la modalidad de florete.
En los Juegos Europeos de Cracovia 2023 consiguió una medalla de oro en la prueba individual. Ganó dos medallas de bronce en el Campeonato Europeo de Esgrima, en los años 2018 y 2022, ambas en la prueba por equipos.

## Palmarés internacional
| Juegos Europeos    | Juegos Europeos    | Juegos Europeos   | Juegos Europeos     |
| Año                | Lugar              | Medalla           | Prueba              |
| ------------------ | ------------------ | ----------------- | ------------------- |
| 2023               | Cracovia (Polonia) | Medalla de oro    | Florete individual  |
| Campeonato Europeo |                    |                   |                     |
| Año                | Lugar              | Medalla           | Prueba              |
| 2018               | Novi Sad (Serbia)  | Medalla de bronce | Florete por equipos |
| 2022               | Antalya (Turquía)  | Medalla de bronce | Florete por equipos |